# SACI Falabella
SACI Falabella est une entreprise de distribution chilienne fondée en 1889, et faisant partie de l'IPSA, le principal indice boursier de la bourse de Santiago du Chili. SACI Falabella est la seconde plus importante entreprise de distribution du pays. Elle opère également en Argentine, au Pérou, en Colombie et au Mexique. Elle propose aussi, outre ses filiales de distribution, des services financiers via sa filiale Banco de Falabella et opère également dans le secteur pharmaceutique.